# Campeonato Português de Rugby de 2016–2017
O Campeonato Nacional da Divisão de Honra 2016/2017 contou com 10 clubes, acabando com o título do CDUL.
Final
13/05/2017 AEIS Agronomia - CDUL, 21-25, no Complexo Desportivo do Jamor
3.º e 4.º Lugares
GD Direito e GDS Cascais
Play-off Meias Finais
06/05/2017 GD Direito - CDUL, 13-17, em Monsanto
06/05/2017 AEIS Agronomia - GDS Cascais, 17-13, no Campo Tapada A
Play-off
29/04/2017 CDUL - AEIS Técnico, 46-15, Estádio Universitário de Lisboa campo Honra
30/04/2017 CF Os Belenenses - GDS Cascais, 12-15, Estádio do Restelo campo 2 (relvado artificial)

## CN da Divisão de Honra - Fase Apuramento
|     |                           | Jogos | Jogos | Jogos | Jogos | Jogos | Jogos | Jogos | Ensaios | Ensaios | Pontapés de Transformação convertidos | Pontapés de Transformação convertidos | Pontapés de Penalidade convertidos | Pontapés de Penalidade convertidos | Pontapés de Ressalto convertidos | Pontapés de Ressalto convertidos | Pontos de Jogo | Pontos de Jogo | Pontos de Jogo | Pontos Bónus | Pontos Bónus | Pontos Bónus | Pontos Totais |
| Pos | Equipa                    | Jor.  | J     | V     | E     | D     | FC    | Pts.  | Marc.   | Sofr.   | Marc.                                 | Sofr.                                 | Marc.                              | Sofr.                              | Marc.                            | Sofr.                            | Marc.          | Sofr.          | Dif.           | Ise          | Ofen.        | Defen.       | Pts Tot       |
| --- | ------------------------- | ----- | ----- | ----- | ----- | ----- | ----- | ----- | ------- | ------- | ------------------------------------- | ------------------------------------- | ---------------------------------- | ---------------------------------- | -------------------------------- | -------------------------------- | -------------- | -------------- | -------------- | ------------ | ------------ | ------------ | ------------- |
| 1   | AEIS Agronomia            | 20    | 18    | 15    | 0     | 3     | 0     | 60    | 92      | 19      | 59                                    | 12                                    | 17                                 | 38                                 | 1                                | 0                                | 632            | 233            | +399           | 8            | 10           | 1            | 79            |
| 2   | GD Direito                | 20    | 18    | 14    | 1     | 3     | 0     | 58    | 100     | 30      | 72                                    | 18                                    | 22                                 | 21                                 | 0                                | 0                                | 710            | 249            | +461           | 8            | 9            | 1            | 76            |
| 3   | CDUL                      | 20    | 18    | 12    | 0     | 6     | 0     | 48    | 67      | 24      | 45                                    | 15                                    | 21                                 | 25                                 | 0                                | 0                                | 488            | 225            | +263           | 8            | 6            | 4            | 66            |
| 4   | CF Belenenses             | 20    | 18    | 11    | 1     | 6     | 0     | 46    | 68      | 36      | 41                                    | 25                                    | 20                                 | 30                                 | 0                                | 1                                | 483            | 323            | +160           | 8            | 5            | 1            | 60            |
| 5   | GDS Cascais               | 20    | 18    | 10    | 0     | 8     | 0     | 40    | 69      | 32      | 51                                    | 18                                    | 28                                 | 33                                 | 0                                | 0                                | 531            | 295            | +236           | 8            | 6            | 5            | 59            |
| 6   | Clube de Rugby do Técnico | 20    | 18    | 10    | 0     | 8     | 0     | 40    | 59      | 51      | 40                                    | 32                                    | 26                                 | 17                                 | 0                                | 0                                | 453            | 370            | +83            | 8            | 6            | 2            | 56            |
| 7   | AA Coimbra                | 20    | 18    | 8     | 1     | 9     | 0     | 34    | 46      | 54      | 26                                    | 37                                    | 36                                 | 27                                 | 0                                | 0                                | 387            | 425            | -38            | 8            | 3            | 2            | 47            |
| 8   | CDUP                      | 20    | 18    | 6     | 1     | 11    | 0     | 26    | 42      | 78      | 23                                    | 49                                    | 28                                 | 22                                 | 0                                | 0                                | 340            | 555            | -215           | 8            | 3            | 0            | 37            |
| 9   | RC Montemor o Novo        | 20    | 18    | 2     | 0     | 16    | 0     | 8     | 31      | 123     | 16                                    | 87                                    | 18                                 | 8                                  | 0                                | 0                                | 241            | 813            | -572           | 8            | 1            | 0            | 17            |
| 10  | RC Lousã                  | 20    | 18    | 0     | 0     | 18    | 0     | 0     | 21      | 148     | 14                                    | 94                                    | 13                                 | 8                                  | 0                                | 0                                | 172            | 949            | -777           | 8            | 0            | 0            | 8             |

Nota: Na coluna “Ise” são atribuidos 4 pontos por cada jornada em que as equipas estejam isentas.

## Calendário
|                           | AGR   | GDD   | CDUL  | CFB   | GDS   | CRT   | AAC   | CDUP  | RCM   | RCL   |
| AEIS Agronomia            |       | 17-9  | 13-26 | 16-18 | 12-9  | 25-9  | 35-0  | 40-0  | 60-7  | 87-7  |
| GD Direito                | 16-28 |       | 10-9  | 26-15 | 16-10 | 33-23 | 80-7  | 16-16 | 43-12 | 107-7 |
| CDUL                      | 12-24 | 12-28 |       | 20-5  | 17-10 | 17-10 | 22-3  | 50-7  | 57-5  | 69-0  |
| CF Belenenses             | 35-22 | 20-48 | 15-10 |       | 18-25 | 20-6  | 40-25 | 39-17 | 62-3  | 54-3  |
| GDS Cascais               | 17-43 | 15-24 | 27-23 | 8-11  |       | 17-13 | 25-21 | 43-13 | 84-3  | 67-0  |
| Clube de Rugby do Técnico | 16-32 | 10-47 | 21-36 | 31-12 | 30-19 |       | 24-16 | 31-11 | 52-12 | 47-10 |
| AA Coimbra                | 15-29 | 23-17 | 21-20 | 20-20 | 19-18 | 15-19 |       | 32-11 | 65-5  | 36-10 |
| CDUP                      | 15-34 | 3-88  | 5-24  | 25-13 | 7-31  | 14-23 | 32-23 |       | 39-19 | 52-15 |
| RC Montemor o Novo        | 12-42 | 10-59 | 18-36 | 8-40  | 13-59 | 14-52 | 9-21  | 12-20 |       | 33-8  |
| RC Lousã                  | 10-73 | 12-43 | 3-28  | 10-46 | 12-47 | 20-36 | 9-25  | 22-53 | 14-46 |       |